# Chartreuse (Gebirge)

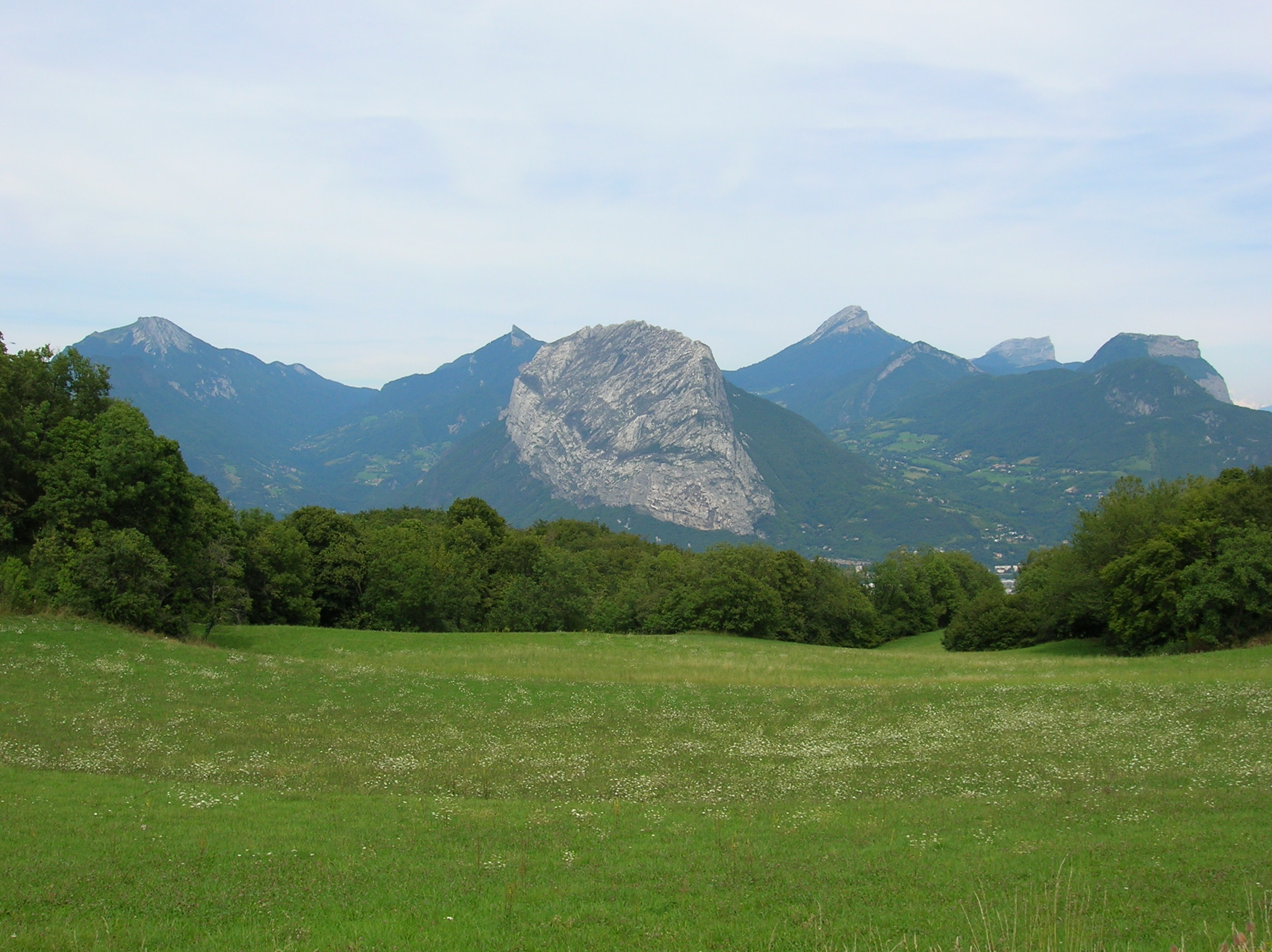
Blick von der Höhe von Seyssinet-Pariset zum Massiv der Chartreuse. Von links nach rechts: Rochers de Chalves, Pinéa, Néron (im Vordergrund), Chamechaude, Dent de Crolles, Mont Saint-Eynard

Karte der Chartreuse-Massivs

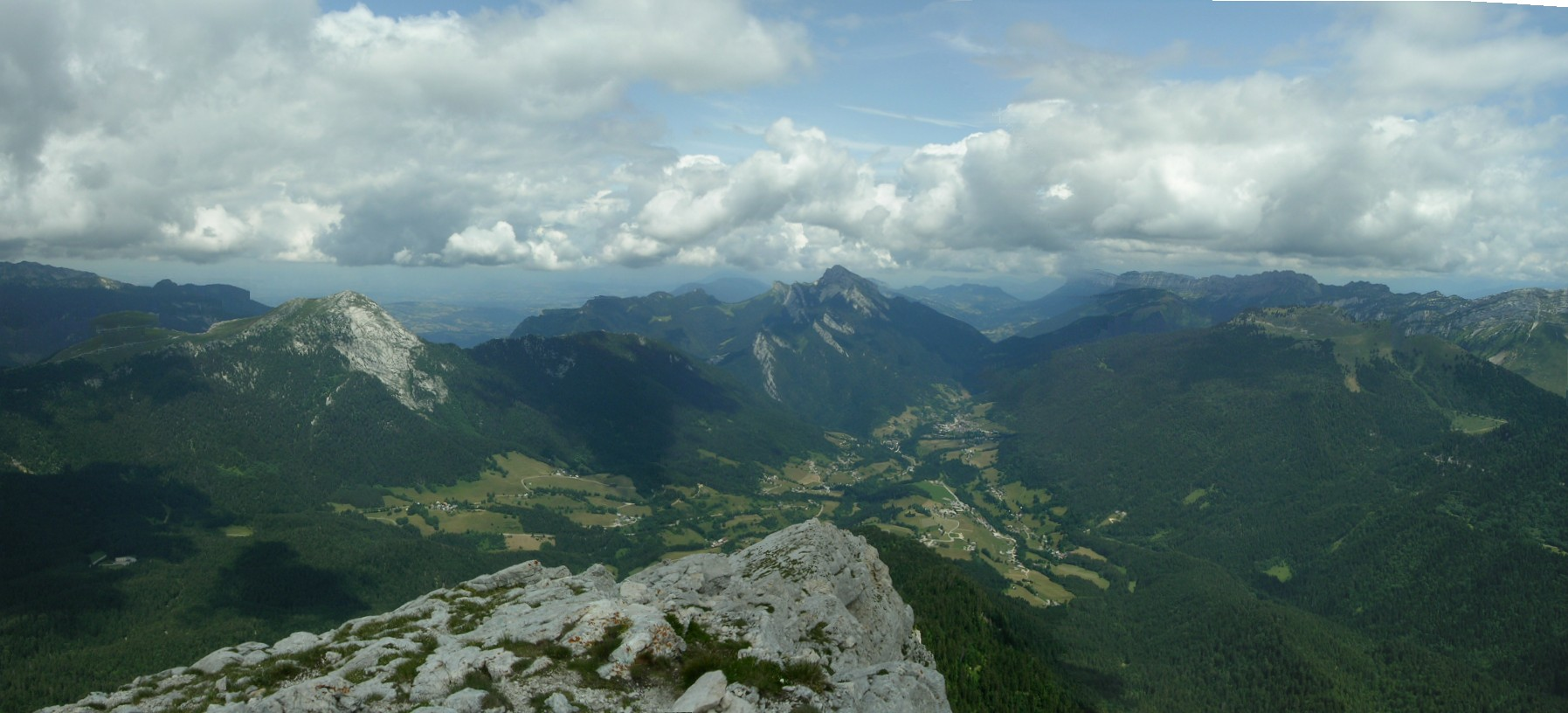
Panorama von der Chamechaude nach Norden: Talbecken von Saint-Pierre-de-Chartreuse

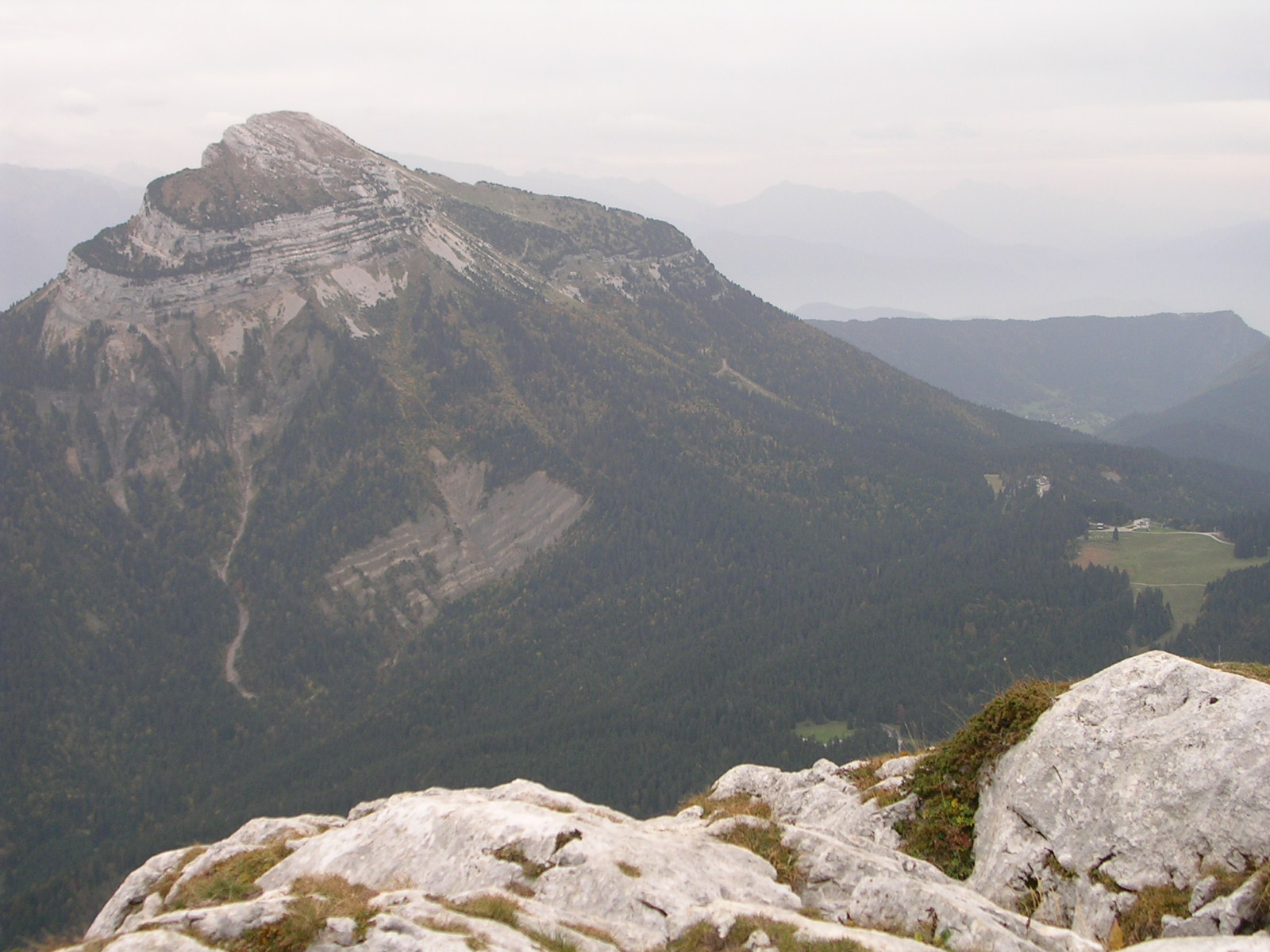
Chamechaude vom Charmant Som

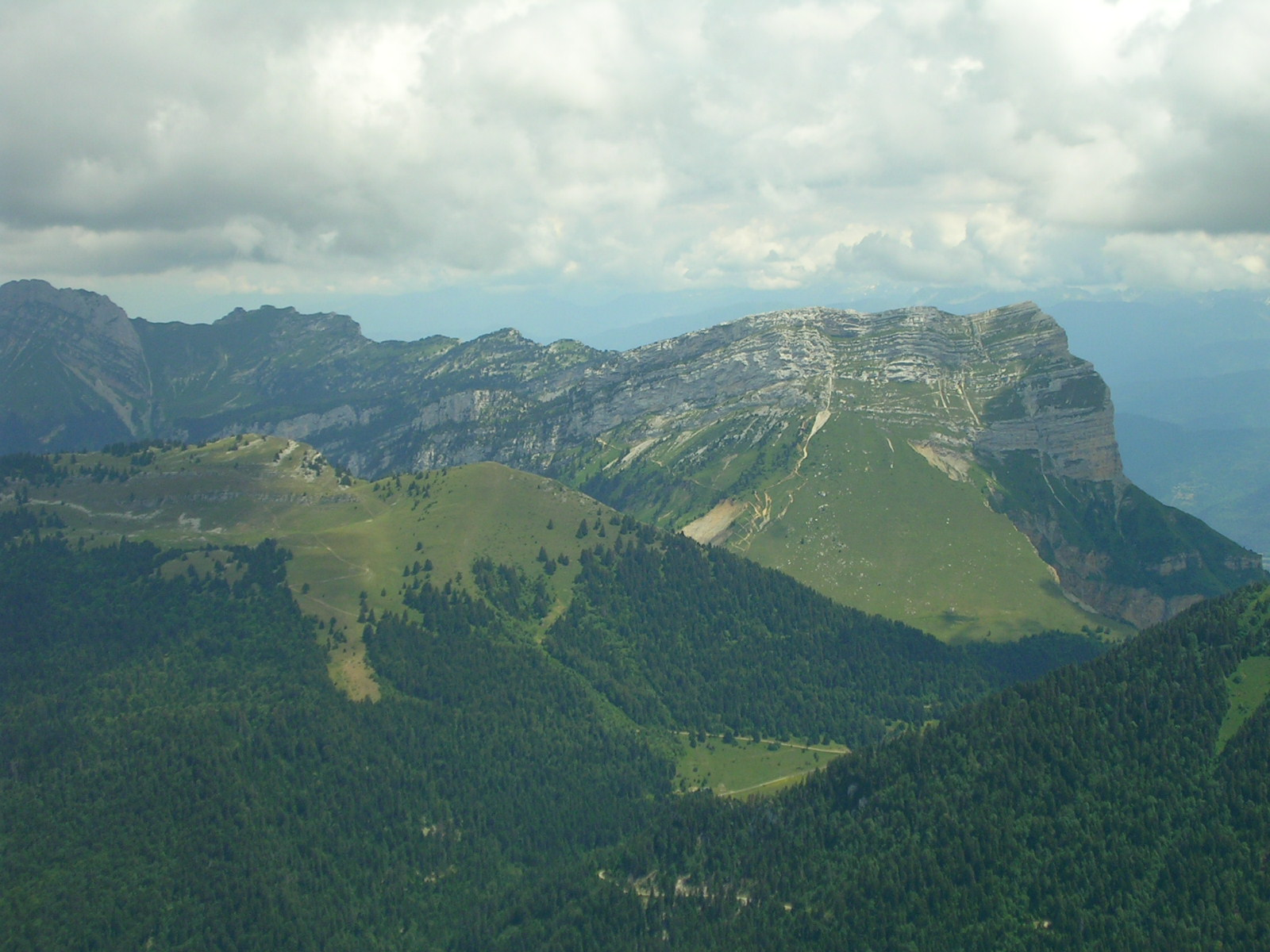
Dent de Crolles

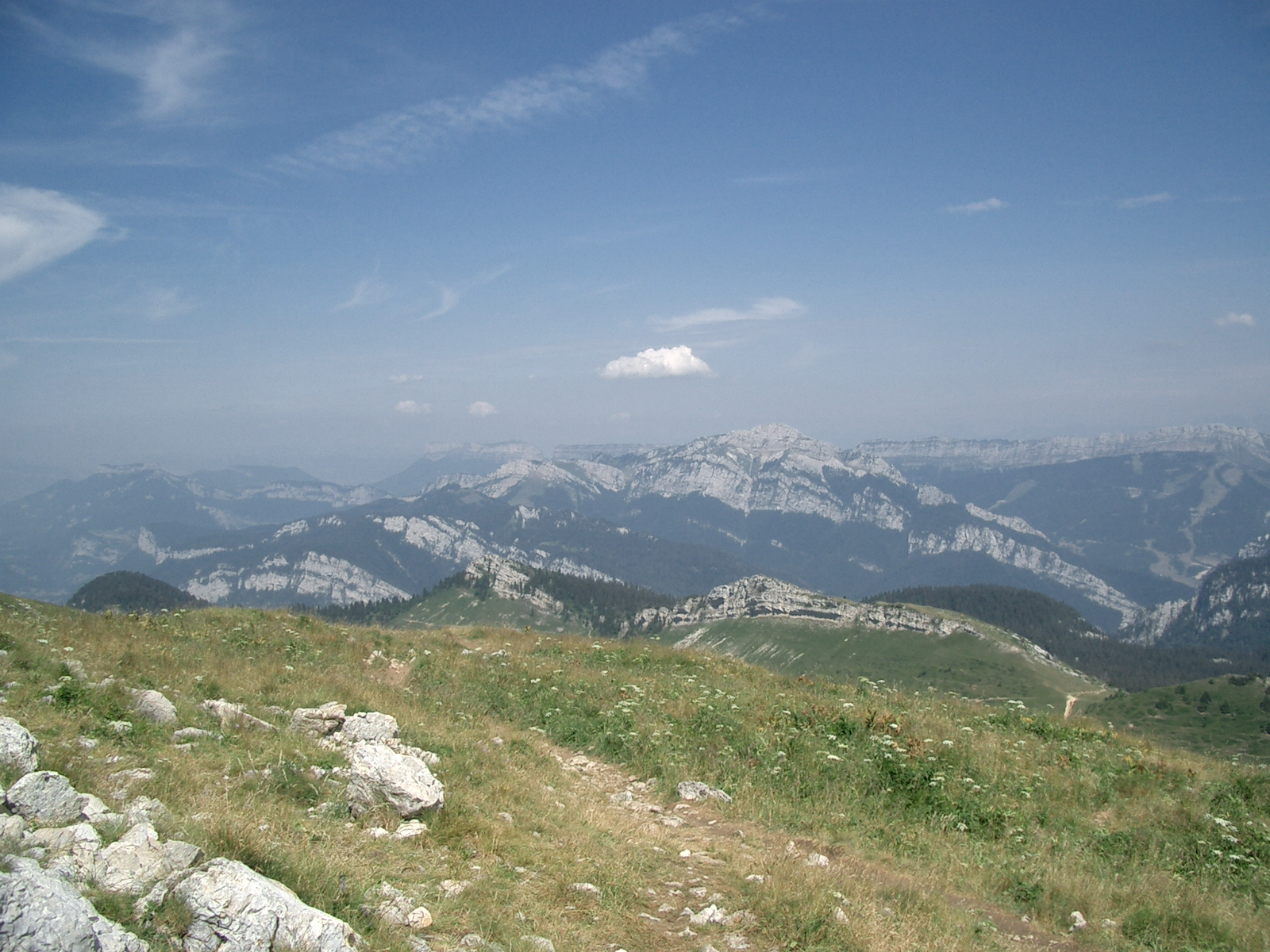
Panorama von der Grande Sure nach Nordosten: in der Bildmitte der Grand Som

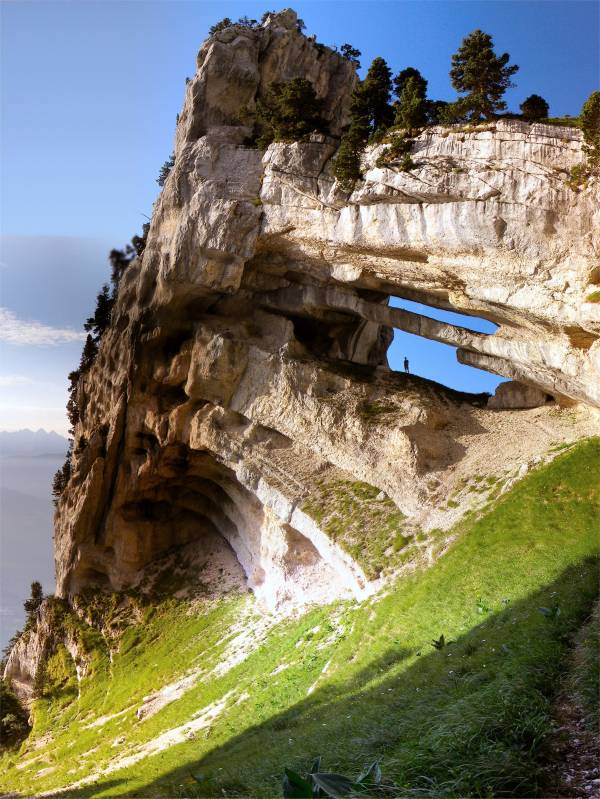
La Tour Percée, mit 32 Metern Spannweite der größte Bogen in den Alpen

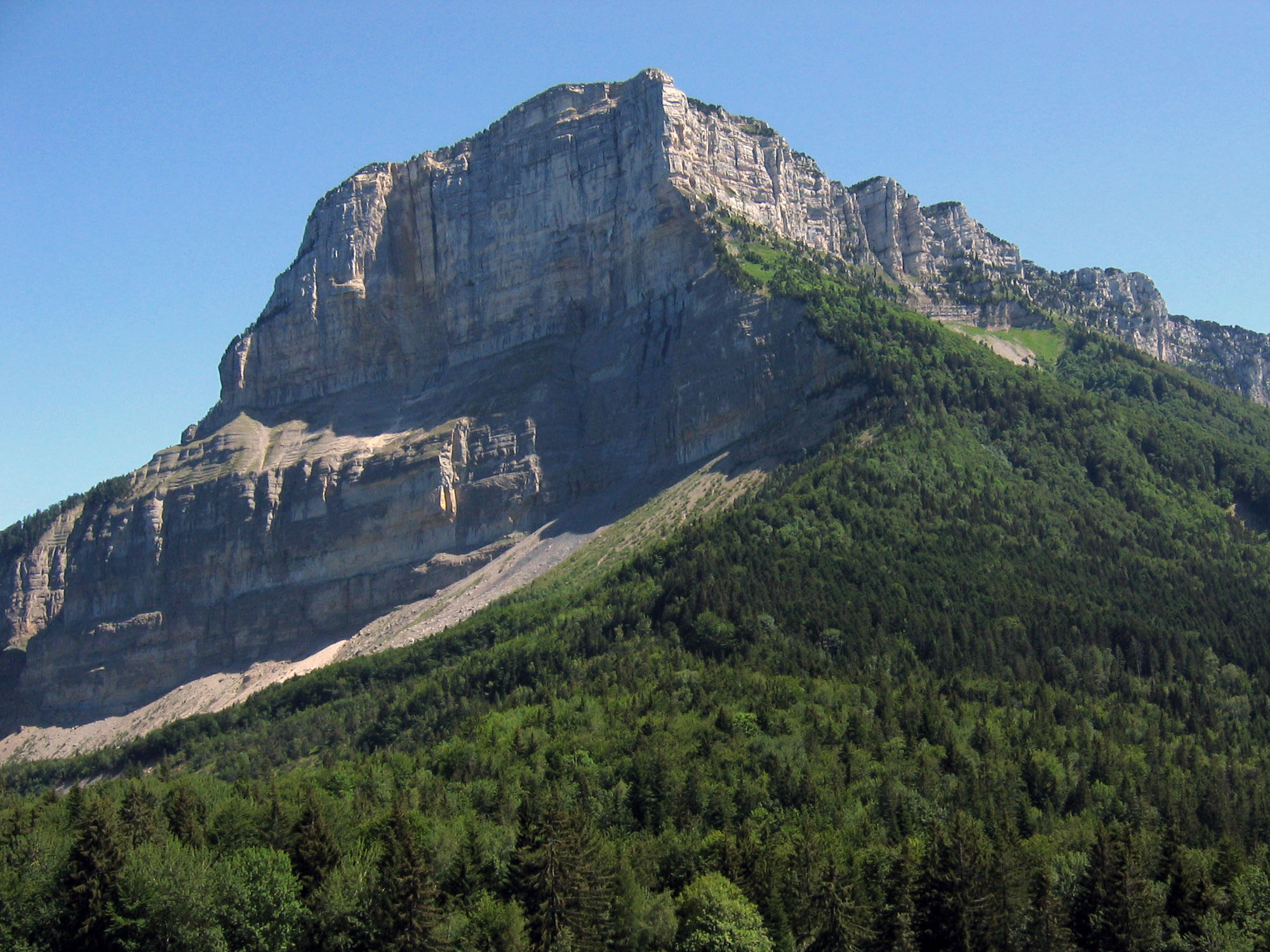
Mont Granier

Die Chartreuse ist ein voralpines Gebirgsmassiv aus Kalkstein in den nördlichen  französischen Alpen. Das Massiv, dessen höchster Gipfel die Chamechaude mit einer Höhe von 2082 m ist, liegt in den Départements Savoie und Isère. Es wird geografisch den Chaînes Subalpines Septentrionales (nördliche Voralpen) und geologisch den Französischen Kalkalpen zugeordnet. Das recht dünn besiedelte Berggebiet steht unter Naturschutz (Regionaler Naturpark Chartreuse).
In einem abgelegenen Seitental des Guiers-Mort gründete Bruno von Köln 1084 das Kloster Grande Chartreuse. Es ist das Mutterkloster des Kartäuserordens.

## Geografie

### Lage
Die Chartreuse liegt in Südostfrankreich in der Region Auvergne-Rhône-Alpes, zwischen den Städten Grenoble und Chambéry. Im Norden und Nordosten trennt die Talfurche von Chambéry – ein leicht gekrümmtes Längstal – das Gebirgsmassiv von demjenigen der Bauges. Gegen Osten und Südosten wird die Chartreuse durch das breite Tal der Isère, das in diesem Abschnitt Grésivaudan genannt wird, von der hochalpinen Gebirgsgruppe der Belledonne abgegrenzt, die schon aus Kristallingestein besteht. Die Isère beschreibt bei Grenoble am Südrand des Massivs einen scharfen Bogen und fließt danach in einem Quertal, der Cluse de l’Isère, nach Nordwesten. Dieses Durchbruchstal trennt die Chartreuse vom südwestlich anschließenden Massiv des Vercors. Nur eine schmale Talfurche begrenzt die Chartreuse im Westen und leitet direkt zu den Antiklinalen von Ratz und Épine über, welche die südlichsten Ketten des Juragebirges bilden. Erst westlich an diese Höhenrücken schließt das Molassebecken des Rhonegrabens an.

### Geomorphologie
Der Gebirgskomplex der Chartreuse zeigt eine Ausdehnung von ungefähr 40 km in Südsüdwest-Nordnordost-Richtung bei einer Breite von rund 15 km. Das Relief ist geprägt durch eine Reihe von  Bergketten, die ebenfalls diese Orientierungsrichtung zeigen. Dazwischen befinden sich einige schmale Längstäler, die Längsmulde von Saint-Pierre-de-Chartreuse und Saint-Pierre-d’Entremont sowie zwei schmale, tief eingeschnittene Quertäler. Die Bergketten der Chartreuse zeichnen sich durch markante, meist senkrecht abfallende, bis zu 200 m hohe und oftmals steilgestellte Felswände aus Kalkstein aus. Solche Felswände sind an einigen Orten praktisch ohne Unterbrechung über eine Strecke von bis zu 10 km in der Landschaft zu verfolgen. An der Ostflanke des Massivs erstreckt sich auf durchschnittlich 1000 m das Plateau des Petites Roches, eine Geländeterrasse mit mehreren Ortschaften, die rund 700 m über dem Talboden des Grésivaudan liegt.

### Berggipfel und Flüsse
Zu den wichtigen Gipfeln zählen (geordnet nach der Höhe):
- Chamechaude, 2082 m, im Süden des Massivs
- Dent de Crolles, 2062 m, im Osten
- Lances de Malissard, 2045 m, im Osten
- Grand Som, 2026 m, im Zentrum
- Mont Granier, 1933 m, markanter Bergstock im Nordosten, historischer Bergsturz mit tausenden Toten am 24. November 1248
- Grande Sure, 1920 m, im Westen
- Charmant Som, 1867 m, im Zentrum
- Pinéa, 1773 m, im Süden
- Mont Outheran, 1676 m, im Norden

Die zwei Flüsse Guiers Vif und Guiers Mort entwässern einen Großteil des Chartreuse-Massivs. Beide entspringen in Karstquellen am Westhang der östlichsten Bergkette und fließen dann westwärts, wobei sie zunächst die Längsmulde queren. Danach durchbrechen sie in wilden Schluchten die westlichen Bergketten des Massivs, bevor sie in der Talniederung bei Entre-deux-Guiers zusammenfließen. Der nun Guiers genannte Fluss biegt nach Norden ab und mündet schließlich in die Rhône. Der südlichste Abschnitt des Chartreuse-Massivs liegt im Einzugsbereich der Isère wie auch die Ostflanke des Gebirges. Hier haben kurze Wildbäche verschiedene Erosionsrinnen geschaffen.

## Geologie
In strukturgeologischer Hinsicht bildet die Chartreuse ein Faltengebirge am Rand der Westalpen. Sie besteht aus einer mächtigen Schicht mesozoischer Sedimente, die im Ozean der Tethys abgelagert wurden. Die Schichtfolge erstreckt sich von der unteren Jurazeit (Lias, vor ungefähr 200 Millionen Jahren) bis zur Oberkreide (vor rund 65 Millionen Jahren). In dieser langen Zeitperiode wurden zahlreiche tonige, mergelige Schichten sowie Kalksteinschichten sedimentiert. Während letztere eher auf Bedingungen in einem warmen Flachmeer hindeuten, stammen die mergeligen Schichten vor allem aus Perioden mit kühlerem Wasser und zumindest teilweise tiefmarinen Bedingungen (Sedimente wurden im Tiefmeer abgelagert). Die Mächtigkeit der Sedimentschichten zeigt erhebliche regionale Variationen innerhalb des Chartreuse-Massivs. So nimmt beispielsweise die Mächtigkeit der Schichten aus der Unterkreide in einem Profil von West nach Ost um mehr als 100 % zu.
Über die Sedimente des Mesozoikums legten sich im frühen Tertiär weitere Sande, Mergel und Kalke. Im Verlauf des Tertiärs wurden diese Sedimentschichten im Zuge der Alpenfaltung über den Meeresspiegel gehoben und zu einem Faltengebirge zusammengeschoben. Ab diesem Zeitpunkt setzte auch die Erosion (durch Wasser, Wind und Eis) ein und verfrachtete den Abtragungsschutt in das Alpenvorland. Die alttertiären Sedimente wurden deshalb weitgehend erodiert. Am westlichen Rand des Chartreuse-Massivs hatte sich im Miozän ein Meeresbecken geöffnet, das mit der Zeit durch das Erosionsmaterial aus dem sich erhebenden Gebirge aufgefüllt wurde.
Die verschiedenen Hebungs- und Senkungsvorgänge führten zur Bildung von zahlreichen Verwerfungen, Störungslinien und Aufschiebungen. Während der Eiszeiten trugen die Gletscher in bedeutendem Maße zur Modellierung des Reliefs und zur Aushobelung der breiten Talfurchen bei, welche die Chartreuse begrenzen. Die Chartreuse selbst blieb außer einigen Kargletschern weitgehend eisfrei.
Infolge des starken Zusammenschubs und der Verwerfungen, die meist in Richtung Westsüdwest-Ostnordost orientiert sind, lassen sich die typischen Antiklinal- und Synklinalstrukturen anhand des Reliefs nicht so leicht erkennen wie in den benachbarten Bauges. Der westliche Teil der Chartreuse ist durch drei bis vier aufeinanderfolgende Überschiebungen des Sedimentkomplexes vom oberen Jura bis zur oberen Kreide charakterisiert. Die Schichten fallen deshalb gegen Südosten und Osten ein. Demgegenüber ist der östliche Teil des Gebirges etwas weniger stark gefaltet, aber ebenfalls durch Bruchlinien gestört.
Gipfelbildend ist in fast dem gesamten Massiv die mächtige Gesteinsschicht der Urgonkalke (in der Kreidezeit vor rund 110 Millionen Jahren abgelagert). Sie ist gekennzeichnet durch schroffe, senkrecht abfallende Felswände. Aus dieser gebankten Kalkschicht, die teils mehr, teils weniger erodiert ist, sind unter anderen die Gipfel von Chamechaude, Dent de Crolles, Grand Som und Mont Granier aufgebaut. Die etwas ältere Schicht der Fontanil-Kalke (Unterkreide) tritt in der Grande Sure im Gipfelbereich und an verschiedenen Orten unter dem Urgonkalk zutage. Als dritte reliefbildende Kalkschicht sind die Tithonkalke zu erwähnen, die vor allem an der Ostflanke der Chartreuse unterhalb des Plateau des Petites Roches sowie im Ecoutoux und im Mont Saint-Eynard gut sichtbar sind.
Weichere Gesteinsschichten wurden im Lauf der Zeit stärker erodiert, so dass sich hier größere Täler gebildet haben. Als Beispiel dafür sei die Längsmulde genannt, die sich vom Col de Porte über Saint-Pierre-de-Chartreuse, den Col du Cucheron und Saint-Pierre-d’Entremont bis zum Col du Granier hinzieht. Sie ist in die weichen Mergelschichten der Unterkreide eingesenkt.

## Natur- und Kulturlandschaft

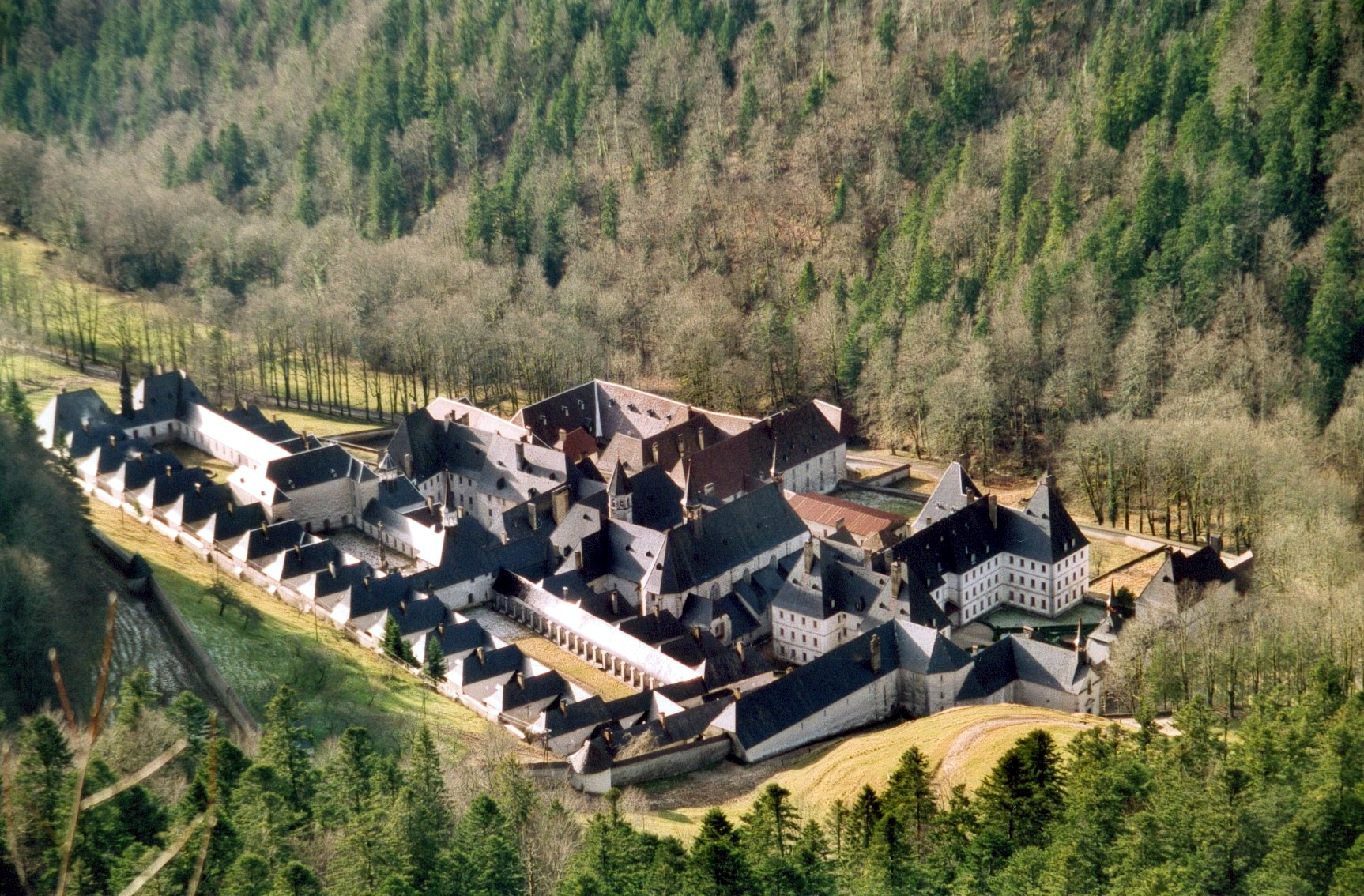
Grande Chartreuse

Das Massiv der Chartreuse ist nur dünn besiedelt. Größere Städte und Ortschaften liegen in den Längstalfurchen am Rand der Chartreuse, nämlich Grenoble im Süden mit seinen Vororten im Isèretal, Chambéry im Norden, Pontcharra im Osten sowie Voreppe, Voiron und Saint-Laurent-du-Pont im Westen. In den Tälern und Mulden der Chartreuse gibt es einige Streusiedlungen und zahlreiche Einzelhöfe. Allerdings zählt keine Gemeinde mehr als 1000 Einwohner. Zu den zentralen Ortschaften der Chartreuse zählen Saint-Pierre-de-Chartreuse und Saint-Pierre-d’Entremont (durch die Départementsgrenze von Isère und Savoie in zwei Teile geteilt).
Die Bewohner leben vom Tourismus, von der Milchwirtschaft und der Viehzucht, daneben hat auch die Holzwirtschaft eine wichtige Bedeutung. In den flacheren Muldenlagen erstrecken sich Wiesland und Weiden, während die Hänge vorwiegend waldbedeckt sind. Die Waldgrenze liegt bei etwa 1800 m, darüber gibt es Alpweiden.

### Tourismus
Das Gebirgsmassiv dient als Erholungsraum für Grenoble und Chambéry. Die touristische Infrastruktur ist hier jedoch wesentlich weniger stark ausgebaut als in den Tourismusgebieten der östlich an Grenoble anschließenden Alpen. Die Bergketten der Chartreuse eignen sich sowohl für Wintersport als auch für sommerliche Aktivitäten. Zu den Wintersportstationen in der Chartreuse mit Bergbahnen und Skiliften zählen:
- Le Désert-d’Entremont (etwa 1100 bis 1500 m)
- Saint-Pierre-de-Chartreuse und Le Planolet am Col du Cucheron (etwa 1000 bis 1700 m)
- Col de Porte (etwa 1300 bis 1600 m)
- Le Sappey-en-Chartreuse
- Le Charmant Som, ein sanft gegliedertes Skigebiet zu Füßen eines 1867 m hohen Doppelgipfels
- Saint-Hilaire auf dem Plateau des Petites Roches

### Naturpark
Im Jahr 1995 wurde der Regionale Naturpark Chartreuse (französisch Parc naturel régional de Chartreuse) geschaffen, um die reiche Flora und Fauna des Berggebietes unter Schutz zu stellen. Der Naturpark erstreckt sich über eine Fläche von 690 km².